# Telmatoscopus stellatus
Telmatoscopus stellatus är en tvåvingeart som beskrevs av Quate 1967. Telmatoscopus stellatus ingår i släktet Telmatoscopus och familjen fjärilsmyggor. Inga underarter finns listade i Catalogue of Life.